# Siglo XXXI a. C.
El siglo XXXI antes de Cristo comenzó el 1 de enero del 3100 a. C. y terminó el 31 de diciembre del 3001 a. C.

## Acontecimientos
- 3079 a. C.: en Vietnam, según una leyenda no histórica, Hùng Vương establece la antigua nación de Văn Lang, y en el 2897 a. C. establece su dinastía Hong Bang (hasta 1258 a. C.). (En realidad solo se puede comprobar la presencia de una cultura desde el 700 a. C.).
- 3037 a. C.: en el territorio de los actuales Estados Unidos nace el pino Prometeo, el pino longevo más viejo del mundo. Será cortado el 6 de agosto de 1964 por un estudiante universitario estadounidense llamado Donald Currey.
- En Fenicia, los cananeos —en ruta desde Arabia— se establecen en la costa del Líbano, sur de la costa de Siria y norte de la costa de Israel. Fundan aldeas, que se convertirán en ciudades como Biblos, Tiro, Sidón y Arad. Cada ciudad tenía su propio rey.
- En Buin Zahra ―a 150 km al oeste de la actual Teherán (Irán)―, en este siglo sucede un devastador terremoto (detectado a partir de las ruinas en varios yacimientos arqueológicos).
- En Eridu (Irak), 24 km al sur de Ur, se erige el templo sumerio de Janna.
- Cerca de Ur (Caldea) se erige el templo de Al-Ubaid y la tumba de Mes-Kalam-Dug.
- En Tailandia comienza el uso del bronce.
- En la actual aldea de Puerto Badel, a 25 km de la localidad de Arjona (Colombia), en la costa del mar Caribe se realiza uno de los primeros asentamientos de ese país.
- En Puerto Hormiga (departamento de Magdalena, en la costa colombiana del mar Caribe) se realiza una de las primeras alfarerías de América.
- Antes del 3000 a. C.: Al valle medio del río Supe (Perú) llegan los primeros pueblos agricultores. Estos grupos se establecen en la región adecuando el terreno para el cultivo, el regadío y la ganadería, y fundan pequeños poblados a orillas del río, como Caral y Era de Pando, que serán hogar de la civilización Caral-Supe, la más antigua de América.